# Estret de Karimata
L'estret de Karimata és un ampli estret que connecta el Mar de la Xina Meridional amb el Mar de Java, entre les illes de Sumatra i Borneo a Indonèsia.
L'estret té una amplada aproximada de 207 km, mesurat des de Borneo fins a l'illa de Belitung. Belitung està separat de l'illa Bangka fins a l'est per l'estret de Gaspar. Bangka és a la vora de la costa est de Sumatra, separat per l'estret de Bangka. A prop de l'estret hi ha les illes Karimata, al nord-est de Belitung i prop de Borneo.